# Neuvy (Loir-et-Cher)
Neuvy – miejscowość i gmina we Francji, w Regionie Centralnym, w departamencie Loir-et-Cher.
Według danych na rok 1990 gminę zamieszkiwało 288 osób, a gęstość zaludnienia wynosiła 9 osób/km² (wśród 1842 gmin Centre, Neuvy plasuje się na 853. miejscu pod względem liczby ludności, natomiast pod względem powierzchni na miejscu 307.).